# 三镜头法
三镜头法又稱好莱坞三镜头法（Hollywood Three Shot Method）是好莱坞的陈规，一般先用一个镜头（镜头一）交代下面场景的空间关系，接着切到人物A的正打（镜头二），再接着切到人物B的反打（镜头三/Reversal）。其中镜头二和镜头三都是镜头一场景中的一部份。而镜头二和三本身又有重合部分，这就达成了时空一致的平衡观，是符合好莱坞封闭空间观念中的连贯性的。三镜头法是大衛·格里菲斯（D. W. Griffith）最先在电影中采用的拍摄方法。一直沿用至今，成为影视语言中最常用的叙事技巧和剪辑手段。被美国影视工作者简称为S/RS（Shot/Re-verse Shot），中国影视工作者习惯称为正反打镜头。

## 规则
三镜头法实际上是客观镜头、主观镜头及半主观镜头三种镜头的有机组合和合理切换。
- 客观镜头（Objective Shot）：依据常人的观察习惯而进行的旁观式拍摄，应用最为频繁，强调旁观纪实性，被称为「上帝之言」、「鬼视角」、「全知视觉」。
- 主观镜头（Subjective Shot）：第一人稱視角，反應電影中角色的主觀視點。
- 半主观镜头（Semi-subjective Shot）：被称为「第三者视角」、「旁观者视角」，犹如两个人正在对话，第三个人站在旁边好奇的观看。